# اپل‌سید (مانگا)
اپل‌سید (ژاپنی: アップルシード هپبورن: Appurushīdo) یک مجموعه مانگای ژاپنی است که توسط ماسامونه شیرو نوشته و مصورسازی شده‌است. این مجموعه به تعداد ۴ جلد بین سال‌های ۱۹۸۵ و ۱۹۸۹ توسط کودانشا منتشر شد. داستان مجموعه به دنبال ماجراجویی‌های اعضای واحد اِسوات (سلاح‌ها و تاکتیک‌های فوق ویژه) شامل دوینان نات و برایرئوس هکاتونکایر در آرمان‌شهر المپوس است. همانند بسیاری از آثار شیرو، اپل‌سید عناصر گونه‌های سایبرپانک و مکا را با سیاست، فلسفه و جامعه‌شناسی ادغام می‌کند. بر اساس این مانگا تا کنون سه فیلم بلند، یک مجموعه تلویزیونی انیمه سیزده قسمتی، یک سری اووی‌ای، و دو بازی ویدئویی اقتباس شده‌است. 